# Arcipreste de Hita
Juan Ruiz (Alcalá de Henares, c. 1283-c. 1350), conocido como el arcipreste de Hita, fue el autor del Libro de buen amor, obra miscelánea predominantemente narrativa considerada como una de las más importantes de la literatura medieval española.

## Biografía
Fue clérigo y ejerció de arcipreste en Hita, actual provincia de Guadalajara. Se conocen muy pocos datos de su biografía, apenas su nombre y el de uno de los protagonistas de su libro, Ferrán García, en un documento de un cedulario que se conserva en la catedral de Toledo. Las referencias pseudobiográficas que se deducen de su obra motivaron que algunos eruditos aventuraran ciertos aspectos de la vida del autor.
Nació probablemente en Alcalá de Henares —aunque Emilio Sáez y José Trenchs han postulado con poca aceptación la jienense Alcalá la Real—, hacia 1283. Debió cursar estudios en Toledo, Hita, Alcalá de Henares o alguna localidad de esta zona y seguramente fue encarcelado por orden del arzobispo de Toledo Gil de Albornoz. Sin embargo, filólogos como Spitzer, M. R. Lida y Salvatore Battaglia han cuestionado el rigor de muchos de estos supuestos.
Igualmente fue un gran aficionado a la música, como lo prueba su conocimiento de la materia a través del léxico muy especializado que maneja. Hizo referencia a los ciegos cantores y componía especialmente para que los ciegos pudieran ganarse la vida. Escribió, que se sepa, una única obra, el Libro de buen amor, quizá redactada en la cárcel. Se ha estimado que su muerte ocurrió antes de 1351, pues en ese año ya no era arcipreste de Hita, cargo que para dicha fecha ocupaba un tal Pedro Fernández.

### Controversia sobre el lugar de nacimiento
En el Libro de buen amor se ha deducido que Juan Ruiz nació en una localidad llamada Alcalá. Así lo recoge Ramón González Ruiz en una sesión plenaria sobre el arcipreste en 2002:

A lo largo de su libro Juan Ruiz ha ido sembrando datos de su biografía personal. Él debió nacer en Alcalá, como sugiere el verso famoso con que Trotaconventos saluda a la mora de parte del arcipreste: «Fija, mucho os saluda uno que es de Alcalá» (estrofa 1510a). Esta afirmación es uno de los hechos que pueden ser aceptados como verídicos, porque encaja coherentemente con el resto de las noticias personales que aparecen en el Libro de buen amor y en la sentencia arbitral [donde aparece su nombre como «uenerabilibus Johanne Roderici archipresbitero de Fita»]. No parece haber motivos fundados para poner en duda este dato de su biografía.
Ramón Gonzálvez Ruiz, loc. cit., 2002.

Gonzálvez Ruiz, tras analizar el recorrido biográfico del arcipreste de Hita, que está relacionado con Talavera, Toledo, Alcalá de Henares e Hita, afirma:

En virtud de su cargo ha tenido que viajar a Toledo con frecuencia, tal vez más de una vez al año, y le son familiares esta ciudad, Talavera y, por descontado, Alcalá de Henares, la villa que mejor conoce, su lugar de nacimiento y no alejada de Hita.

Actualmente, dos ciudades se disputan ser la cuna de este escritor y clérigo castellano: Alcalá de Henares (Madrid) y Alcalá la Real (Jaén). Ambas esgrimen diferentes razones de peso (y otras no tanto) para creerlas lugar de nacimiento del mismo. A menos que se descubra algún tipo de fuente biográfica clara y concisa sobre esto, es difícil poner de acuerdo a ambas partes, bien afianzadas ya por sus defensores. 
La principal razón por la que se considera a Juan Ruiz oriundo de Alcalá de Henares es la cercanía geográfica con Hita (Guadalajara), lugar de donde fue arcipreste, y por supuesto, cercano a los episodios más conocidos de su vida: la orden del arzobispo de Toledo Gil de Albornoz de "fiscalizar la vida de los clérigos de Talavera" y su posterior encarcelamiento en el convento de San Francisco de Guadalajara, arciprestazgo de Hita, etc.
Por su parte, la hipótesis de Alcalá la Real es minoritaria y no acaba de estar muy clara. Parte de la hipótesis de que Juan Ruiz sería un personaje con nombre y apellidos: Juan Ruiz de Cisneros, hijo bastardo de Arias González, señor de Cisneros, que estuvo cautivo en dicha ciudad de 1280 a 1305, fecha de nacimiento del escritor. A partir de ahí, examinando el Libro del Buen Amor, las autores que postulan esta hipótesis señalan algunos paralelismos con la vida de este Juan Ruiz de Cisneros. También se realiza en ocasiones un análisis de estilo del libro en el que se hace énfasis en los rasgos que podrían provenir de la literatura musulmana y andaluza.

## Reconocimiento

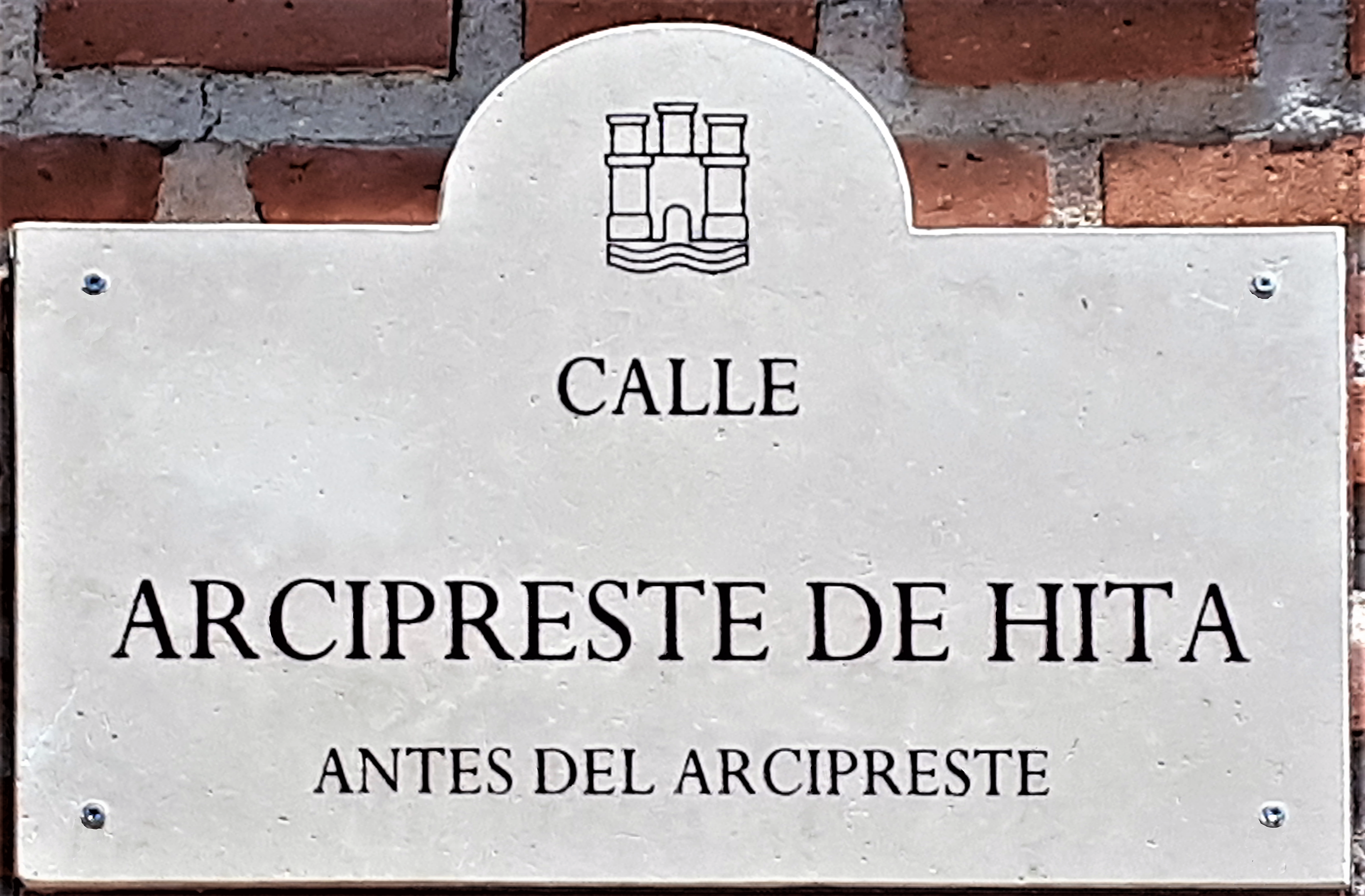
Calle Arcipreste de Hita en Alcalá de Henares.

Tiene dedicadas calles en Alcalá de Henares, Madrid y otras localidades como San Juan de Aznalfarache (Sevilla) en la barriada Guadalajara de este municipio andaluz.